# Adelina Galyavieva
Adelina Galyavieva, ros. Аделина Галявиева Adielina Galawijewa (ur. 2 października 1996 w Kazaniu) – rosyjska łyżwiarka figurowa reprezentująca Francję, startująca w parach tanecznych z Louisem Thauronem. Uczestniczka mistrzostw Europy, brązowa medalistka zimowej uniwersjady (2019) oraz mistrzyni Francji (2021). Zakończyła karierę sportową wraz z partnerem z powodu jego przewlekłej kontuzji w listopadzie 2021 roku.

## Osiągnięcia

### Z Louisem Thauronem
| Zawody                      | 18–19          | 19–20          | 20–21          |                |                |                |                |                |                |                |                |                |                |                |                |                |                |
| Międzynarodowe              | Międzynarodowe | Międzynarodowe | Międzynarodowe | Międzynarodowe | Międzynarodowe | Międzynarodowe | Międzynarodowe | Międzynarodowe | Międzynarodowe | Międzynarodowe | Międzynarodowe | Międzynarodowe | Międzynarodowe | Międzynarodowe | Międzynarodowe | Międzynarodowe | Międzynarodowe |
| --------------------------- | -------------- | -------------- | -------------- | -------------- | -------------- | -------------- | -------------- | -------------- | -------------- | -------------- | -------------- | -------------- | -------------- | -------------- | -------------- | -------------- | -------------- |
| Mistrzostwa świata          |                |                | 16             |                |                |                |                |                |                |                |                |                |                |                |                |                |                |
| Mistrzostwa Europy          | 12             | 12             |                |                |                |                |                |                |                |                |                |                |                |                |                |                |                |
| GP Rostelecom Cup           |                | 8              |                |                |                |                |                |                |                |                |                |                |                |                |                |                |                |
| GP Internationaux de France | 10             |                |                |                |                |                |                |                |                |                |                |                |                |                |                |                |                |
| CS Lombardia Trophy         |                | 9              |                |                |                |                |                |                |                |                |                |                |                |                |                |                |                |
| CS Memoriał Ondreja Nepeli  | 8              |                |                |                |                |                |                |                |                |                |                |                |                |                |                |                |                |
| CS Golden Spin Zagrzeb      |                | WD             |                |                |                |                |                |                |                |                |                |                |                |                |                |                |                |
| Bosphorus Cup               | 3              |                |                |                |                |                |                |                |                |                |                |                |                |                |                |                |                |
| Volvo Open Cup              | 4              |                |                |                |                |                |                |                |                |                |                |                |                |                |                |                |                |
| Zimowa uniwersjada          | 3              |                |                |                |                |                |                |                |                |                |                |                |                |                |                |                |                |
| Memoriał Dienisa Tiena      |                | 2              |                |                |                |                |                |                |                |                |                |                |                |                |                |                |                |
| Egna Trophy                 |                | 3              |                |                |                |                |                |                |                |                |                |                |                |                |                |                |                |
| Mezzaluna Cup               |                | 2              |                |                |                |                |                |                |                |                |                |                |                |                |                |                |                |
| Krajowe                     |                |                |                |                |                |                |                |                |                |                |                |                |                |                |                |                |                |
| Mistrzostwa Francji         | 3              | 2              | 1              |                |                |                |                |                |                |                |                |                |                |                |                |                |                |
| Master's de Patinage        | 2              |                |                |                |                |                |                |                |                |                |                |                |                |                |                |                |                |
| Zawody drużynowe            |                |                |                |                |                |                |                |                |                |                |                |                |                |                |                |                |                |
| World Team Trophy           |                |                | 5 T 4 P        |                |                |                |                |                |                |                |                |                |                |                |                |                |                |

### Z Laurentem Abecassisem
| Zawody                                | 14–15          | 15–16          | 16–17          | 17–18          |                |                |                |                |                |                |                |                |                |                |                |                |                |
| Międzynarodowe                        | Międzynarodowe | Międzynarodowe | Międzynarodowe | Międzynarodowe | Międzynarodowe | Międzynarodowe | Międzynarodowe | Międzynarodowe | Międzynarodowe | Międzynarodowe | Międzynarodowe | Międzynarodowe | Międzynarodowe | Międzynarodowe | Międzynarodowe | Międzynarodowe | Międzynarodowe |
| ------------------------------------- | -------------- | -------------- | -------------- | -------------- | -------------- | -------------- | -------------- | -------------- | -------------- | -------------- | -------------- | -------------- | -------------- | -------------- | -------------- | -------------- | -------------- |
| CS Lombardia Trophy                   |                |                |                | 12             |                |                |                |                |                |                |                |                |                |                |                |                |                |
| CS Tallinn Trophy                     |                |                | 7              |                |                |                |                |                |                |                |                |                |                |                |                |                |                |
| Bavarian Open                         |                |                | 5              |                |                |                |                |                |                |                |                |                |                |                |                |                |                |
| International Cup of Nice             |                |                | 12             | 15             |                |                |                |                |                |                |                |                |                |                |                |                |                |
| Mentor Toruń Cup                      |                |                | 8              |                |                |                |                |                |                |                |                |                |                |                |                |                |                |
| Volvo Open Cup                        |                |                | 6              |                |                |                |                |                |                |                |                |                |                |                |                |                |                |
| Międzynarodowe: Kategorie młodzieżowe |                |                |                |                |                |                |                |                |                |                |                |                |                |                |                |                |                |
| JGP w Słowacji                        |                | 8              |                |                |                |                |                |                |                |                |                |                |                |                |                |                |                |
| Mentor Toruń Cup                      |                | 1 J            |                |                |                |                |                |                |                |                |                |                |                |                |                |                |                |
| NRW Trophy                            | 11 J           | 9 J            |                |                |                |                |                |                |                |                |                |                |                |                |                |                |                |
| Open d'Andorra                        |                | 2 J            |                |                |                |                |                |                |                |                |                |                |                |                |                |                |                |
| Santa Claus Cup                       | 12             |                |                |                |                |                |                |                |                |                |                |                |                |                |                |                |                |
| Krajowe                               |                |                |                |                |                |                |                |                |                |                |                |                |                |                |                |                |                |
| Mistrzostwa Francji                   |                |                | 4              |                |                |                |                |                |                |                |                |                |                |                |                |                |                |
| Mistrzostwa Francji juniorów          | 3              | 5              |                |                |                |                |                |                |                |                |                |                |                |                |                |                |                |
| Master's de Patinage                  |                | 2 J            | 4              | 4              |                |                |                |                |                |                |                |                |                |                |                |                |                |

## Programy
Adelina Galyavieva / Louis Thauron
| Sezon   | Taniec rytmiczny (RD) | Taniec dowolny (FD)                                                            |
| ------- | --- | ------------------------------------------------------------------------------ |
| 2020–21 | - Mamma Mia! medley: - Swing: Dancing Queen – Meryl Streep, Julie Walters, Christine Baranski oryg. ABBA - Fokstrot: I Have a Dream – Amanda Seyfried, oryg. ABBA - Swing: Dancing Queen – Meryl Streep, Julie Walters, Christine Baranski oryg. ABBA choreografia: Mahil Chantelauze | - Le Parfum medley – Tom Tykwer, Johnny Klimek choreografia: Mahil Chantelauze |
| 2019–20 | - Daddy Cool – Boney M. - I Want You Back – The Jackson 5 - Gotta Go Home – Boney M. choreografia: Anżelika Kryłowa, Mahil Chantelauze | - Carmen – Georges Bizet choreografia: Anżelika Kryłowa, Mahil Chantelauze     |
| 2018–19 | - Flamenco: Flamenco – Antonio Gades, Cristina Hoyos - Tango: Tango Flamenco – Armik choreografia: Anżelika Kryłowa | - Amelia – Yann Tiersen choreografia: Anżelika Kryłowa                         |